# Cantonul Rochechouart
Cantonul Rochechouart este un canton din arondismentul Rochechouart, departamentul Haute-Vienne, regiunea Limousin, Franța.

## Comune
| Comune                | Populație (1999) | Cod poștal | Cod INSEE |
| --------------------- | ---------------- | ---------- | --------- |
| Chéronnac             | 325              | 87600      | 87044     |
| Rochechouart          | 3.796            | 87600      | 87126     |
| Les Salles-Lavauguyon | 173              | 87440      | 87189     |
| Vayres                | 827              | 87600      | 87199     |
| Videix                | 225              | 87600      | 87204     |